# 田中みお
田中 みお（たなか みお、1968年11月27日 -）は、日本の元・モデル、女優。東京都豊島区池袋出身。

## 来歴
1982年9月、通信販売のみの発売で送料込みの1万5千円の豪華写真集『ROMANCE Part2』で少女Mという特異な芸名でヌードモデルとしてデビューした。Mの意味は本人曰く、「未成年のM」である。この時、少女Mこと田中みおは13歳であった。モデルになったきっかけは、叔母がプロダクションをしており、事務所に遊びに行った時にたまたまそこにいたカメラマンに誘われたからである。少女Mの名付け親もこの叔母で、新聞などで未成年を現す少女Aからヒントを得たという。
この時代に発売された少女ヌード写真集の多くは、まだヘアの生えてない局部はそのまま写し出されていることが多く、この写真集もその例外ではなかった（その1ヶ月後に普及版が発売）。
1983年6月にビデオ『少女M・13歳』が大ヒットする。このビデオは、その後続々と発売されることになる少女ビデオの先鞭をつけた。当時の人気は凄まじく、最初の写真集3冊とビデオ2本で4億円近くを稼ぎ出した。
そして少女Mは週刊プレイボーイを中心に、写楽、平凡パンチ、GORO、ビデオボーイ、ACTRESS、アクションカメラ等、当時の男性誌に次々と取り上げられ、何度も表紙を飾るなど一気にメジャーとなり、他のアイドルとは違う独特の存在感で注目された。
1984年には映画『スクラップ ストーリー ある愛の物語』に主演、主題歌も歌う。ベッド・シーンでは官能の表情ができず、監督の若松孝二が隠れて足をつねったりして、顔を歪ませて感じた演技をさせた。これについては、「体験がないから演じられなかった」と本人は弁解している。報知映画賞で最優秀新人賞にノミネートされた。また、この当時の自らについては「私、人の顔色を伺いながら話すのってニガテなんです。その人にどう思われようと、自分のやりたいようにヤルッ。“ガマン”とか“忍耐”とか、そーゆー言葉も一切パス。スキゾ型人間の典型なんですよね。」と語っていた。
その後、『週刊プレイボーイ』誌上で読者応募により改名、田中みおとして女優・歌手として活動することを宣言する。そして1985年7月と8月にはライブハウス、新宿ルイードと渋谷TAKE OFF 7で少女Ｍ名への訣別コンサートを計4回開催する。
ロリータアイドルの諏訪野しおりとは同じ事務所で、映画、テレビで共演する機会が多かった。
1985年11月7 - 10日、池袋文芸坐 ル・ピリエにて舞台『ハッピージャンク・シティ』主演。演出は内田栄一。
田中みおとして何本かの映画、テレビドラマに出演したが、1990年代に入ってからの活動記録は確認できるもので『週刊プレイボーイ』（1990年4月17日号）のグラビアのみである。事務所によると、本人に芸能活動をする気が全くないので仕事は全て断っているとのこと。

## 人物
- 姉と弟と妹がいる[1]。なお、少女Mの妹という触れ込みでデビューした美少女Nは妹ではなくて、従姉妹である。
- 趣味は読書とビリヤード。特技はスキンダイビング。スポーツは他にテニス、剣道、水泳、ゴルフをこなす、スポーツ好きである[10]。チェッカーズのファンである[1]。

## フィルモグラフィ

### VHS・LD
- 少女M・13歳（日本ビデオ映像 監督 釜田千秋 1983年）
- 一年後の少女M（宇宙企画 1983年）
- コーラル・プリンセス モルディブ編（日本コロムビア 1984年）
- 人魚になった少女M・エルニド島（日本コロムビア 1984年）
- 大人になった少女M（ジャパンホームビデオ 1984年）
- 少女M・華麗なる出発（たびだち）（ジャパンホームビデオ 演出 井筒和幸 1984年）
- 少女M・セイシェルの想い出（日本コロムビア 1985年）
  - 以上、少女M名義
- みおの香港スキャンダル（笠倉出版 1988年）

### テレビ
- トゥナイト（テレビ朝日 1984年）映画「スクラップ・ストーリー ある愛の物語」公開に合わせてのインタビューでVTR出演（インタビュアーは当時番組サブ司会格の渡辺宜嗣）
- セーラー服応援団！乙女白書（フジテレビ 1986年）
- セーラー服反逆同盟第14話（日本テレビ 1986年）
- 恋物語（TBS 1986年）
- 花嫁殺し（テレビ朝日 1987年）

### 映画
- スクラップ・ストーリー ある愛の物語（ジョイパックフィルム、監督・若松孝二、1984年）- 康子役（主演）
- 落葉樹（近代映画協会、監督・新藤兼人、1986年）役名不詳
  - 以上、少女M名義
- 嵯峨野の宿（にっかつ、1987年）藤岡香織役
- 女衒 ZEGEN（東映、監督・今村昌平、1987年）
- キスより簡単（東映クラシックス、監督・若松孝二、1989年）

## 出版
- ROMANCE Part2（サン美術出版 1982年）
- ROMANCE Part2 普及版（竹書房 1982年）
- めざめ（英知出版 1984年）
- 楽園から来た少女 週刊プレイボーイ特別編集（集英社 1985年）
- Beppin4月号増刊 ロリータ・スクランブル（英知出版 1985年）
- 25SCANDAL（ぶんか社 1992年）※オムニバス
  - 以上、少女M名義
- 田中みお写真集〜19歳の記念に〜（近代映画社 1988年）
- あなたへ・・・私は「不等記号」－Mにさよなら（山手出版 1985年）※本人のエッセー

## ディスコグラフィ
- スクラップ・ストーリー/夜明け前のエピローグ（日本コロムビア 1985年）※少女M名義